# Born Bad
Born Bad is een Amerikaanse film uit 2011 van The Asylum met Meredith Monroe.

## Verhaal
Een opstandig meisje uit een goede familie wordt verliefd op een jongeman uit het dorp, maar weet niet dat ze eigenlijk een gestoorde psychopaat mee naar huis neemt.

## Rolverdeling
| Acteur          | Personage        |
| --------------- | ---------------- |
| Meredith Monroe | Katherine Duncan |
| Bonnie Dennison | Brooke Duncan    |
| Michael Welch   | Denny            |
| David Chokachi  | Walter Duncan    |
| Parker Coppins  | Kyle Duncan      |